# John Crowley (director)
John Crowley (Cork; 19 de agosto de 1969) es un director de cine, teatro y televisión irlandés. Se le conoce sobre todo como director de Brooklyn (2015) y su debut como director en el largometraje Intermission (2003).

## Biografía
Crowley nació en Cork, Irlanda. Se graduó BA en Inglés y Filosofía (1990) y es máster en Filosofía (1992) por la Universidad Colegio Cork.
Se involucró en el teatro cuando era estudiante, y lo vio como un trampolín para dirigir películas. Comenzó a dirigir obras de teatro en Dublín a principios de los años 1990; en 1996 llegó al West End de Londres, donde fue director asistente en Donmar Warehouse. En el 2000 dirigió la obra teatral Come and Go como parte de la serie Beckett on Film, un proyecto de llevar al cine 19 obras de teatro de Samuel Beckett, y en 2003 hizo su debut como director de cine en Intermission, una comedia negra ambientada en Dublín, protagonizada por Colin Farrell, Cillian Murphy y Kelly Macdonald, basada en un guion del dramaturgo Mark O'Rowe.
En mayo de 2005, Crowley, junto con Danny Boyle, lanzó el programa 25 Words or Less: Director's Cut del UK Film Council Development Fund para desarrollar un proyecto de largometrajes, afirmando que quería «crear una historia contemporánea de 'renacimiento' o transformación sobre un hombre o una mujer que comienza como alguien que propaga frialdad».
En 2007 volvió a trabajar con O'Rowe para la realización del provocador drama ganador del BAFTA Boy A, sobre el regreso de un joven a la vida civil después de su encarcelamiento por un brutal asesinato infantil, realizado para la televisión británica pero lanzado en los Estados Unidos al año siguiente, y con el que ganó el Premio de Mejor Director (Ficción) en los British Academy Television Craft Awards de 2008.
Fue nominado a los Premios Tony por los éxitos en Londres y Broadway de la obra de teatro de Martin McDonagh El hombre almohada en 2003 y 2005. Dirigió a Neve Campbell y Cillian Murphy en la producción del West End de Love Song en 2006-7 y en 2007 filmó la versión televisiva de Celebration, de Harold Pinter, protagonizada por Michael Gambon, Stephen Rea y Colin Firth. En 2009 dirigió la película Is Anybody There?, ambientada en la zona costera británica durante los años 1980, escrita por Peter Harness y protagonizada por Michael Caine como un antiguo mago cascarrabias. En 2010, Crowley se unió de nuevo con McDonagh para la realización de A Behanding in Spokane en Broadway. En 2013 dirige la película Circuito cerrado thriller político angloestadounidense escrito por Steven Knight, y protagonizado por Eric Bana, Rebecca Hall, Ciarán Hinds, Jim Broadbent y Riz Ahmed. En 2015 se entrena Brooklyn.
El 20 de julio de 2016 se anunció que para la Warner y RatPac Entertainment Crowley dirigiría El jilguero, la adaptación cinematográfica de la novela de mismo título de Donna Tartt, novela ganadora del Premio Pulitzer.

## Filmografía
- Come and go (2000) (cortometraje)
- Intermission (2003)
- Boy A (2007)
- Is Anybody There? (2009)
- Circuito cerrado (2013)
- Brooklyn (2015)
- El jilguero (2019)
- We Live in Time (2024)